# هامور هونغ كونغ
هامور هونغ كونغ (باللاتينية: Epinephelus akaara) هو نوع من الأسماك يتبع جنس الهامور من الفصيلة القرفصية. وهي تتواجد في الصين، واليابان، وكوريا الشمالية، وتايوان، ومن المحتمل أن تتواجد أيضاً في فيتنام. تعد الشعاب المرجانية و البحار الضحلة مواطنها الطبيعية.